# No-violència

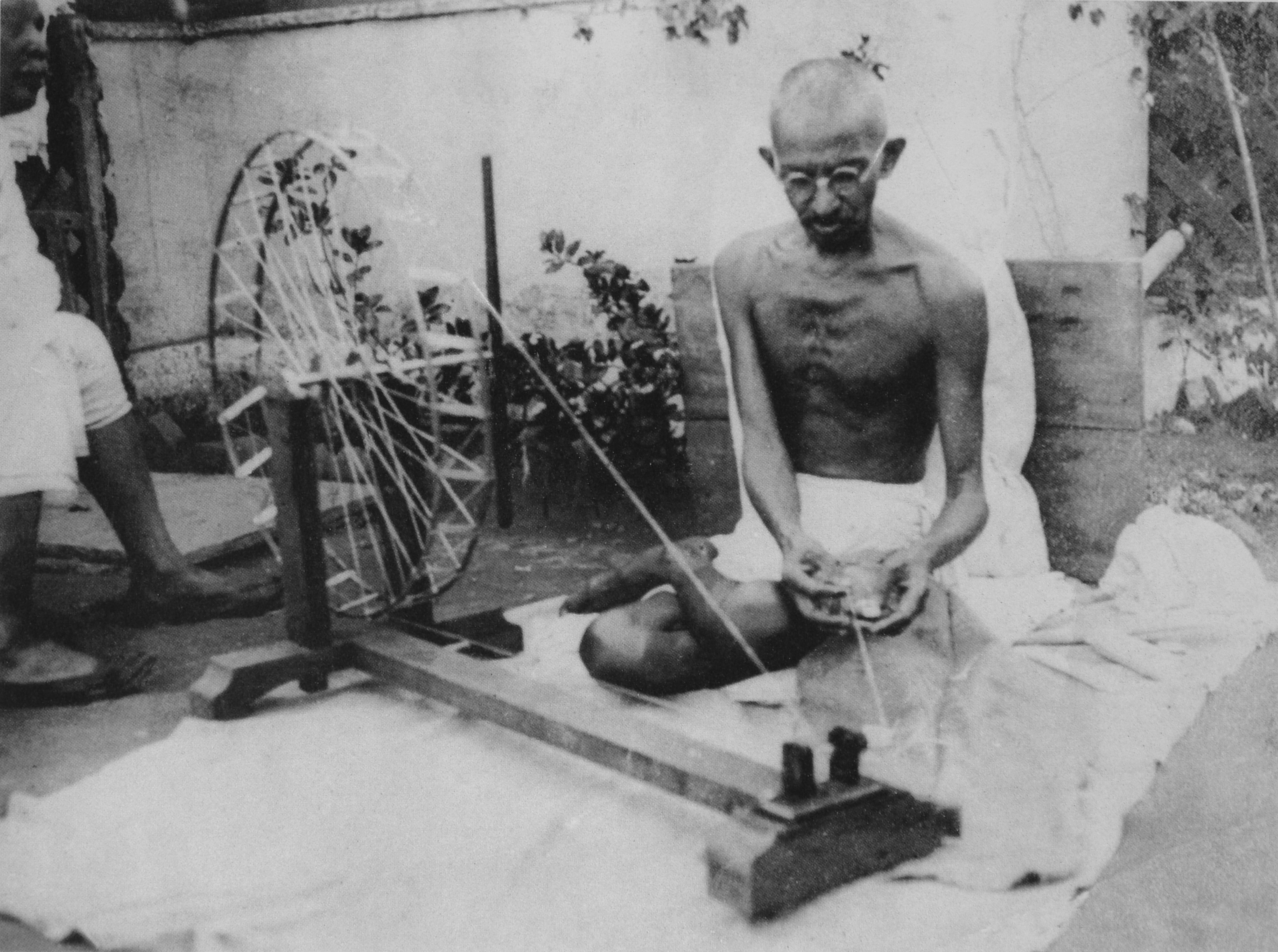
El Mahatma Gandhi va utilitzar amb èxit les estratègies de la no-violència i la desobediència civil contra l'imperialisme britànic a l'Índia.

La no-violència és una filosofia i estratègia per al canvi social que rebutja l'ús de cap tipus de violència física, psicològica, estructural ni judicial. És el concepte contrari al de violència.

## Descripció
Com a tal, la no-violència és una alternativa a l'acceptació passiva de l'opressió i a la lluita armada en contra d'ella. Els que practiquen la no-violència poden utilitzar diversos mètodes en les seves campanyes per al canvi social, incloses les formes essencials de l'educació i la persuasió, la desobediència civil i l'acció directa no-violenta, i la comunicació dirigida a través de mitjans de comunicació.
La no-violència és sovint vinculada amb el pacifisme però són fonamentalment diferents. El pacifisme rebutja l'ús de la violència com una decisió personal per raons morals o espirituals, però no implica una inclinació cap al canvi sociopolític. La no-violència, d'altra banda, pressuposa la intenció del (però no es limita al) canvi social o polític com una raó per al rebuig de la violència.
Una persona pot advocar per la no-violència en un context específic, mentre que propugna la violència en altres contextos.

## Història recent
En els temps moderns, la no-violència ha estat una eina poderosa per a la protesta social. Hi ha molts exemples de la seva utilització en la resistència no-violenta i la revolució no-violenta.
Alguns exemples són Mahatma Gandhi, líder de dècades de lluita no-violenta contra el llarg domini britànic a l'Índia, que finalment va ajudar a l'Índia a guanyar la seva independència el 1947, Martin Luther King, que va adoptar els mètodes no violents en la lluita per guanyar els drets civils dels afroamericans o les campanyes de César Chávez en la dècada de 1960 per protestar pel tracte dels treballadors agrícoles a Califòrnia. El 1989, la "Revolució de Vellut" a Txecoslovàquia, que va veure la caiguda del govern comunista, és considerada una de les més importants revolucions no-violentes de gran part de 1989.
Més recentment, les campanyes no-violentes de Leymah Gbowee i les dones de Libèria van ser capaços d'aconseguir la pau després de 14 anys de guerra civil.

## Seguidors
En l'estudi "Perquè la resistència civil funciona", sobre l'èxit dels mètodes violents i els no-violents, els primers assoleixen una quarta part dels objectius enfront dels no-violents que aconsegueixen l'èxit en la mitat dels casos.

## Crítics, detractors i opositors
Lev Trotsky, Frantz Fanon, Reinhold Niebuhr, Subhash Chandra Bose, George Orwell, Ward Churchill i Malcolm X van ser uns crítics fervents de la no-violència, argumentant de diverses maneres que la no-violència i el pacifisme són un intent d'imposar la moral de la burgesia sobre el proletariat, que la violència és un complement necessari per al canvi revolucionari, o que el dret a la legítima defensa és fonamental.
Enmig de la repressió violenta de radicals afroamericans als Estats Units durant la dècada de 1960, el membre del Black Panther Party (Partit de les Panteres Negres) George Jackson, va dir de les tàctiques no-violentes de Martin Luther King:
"El concepte de la no-violència és un fals ideal. Pressuposa l'existència de la compassió i un sentit de justícia per part de l'adversari. Quan l'adversari ho pot perdre tot i no té res a guanyar amb l'exercici de la justícia i la compassió, la seva reacció només pot ser negativa".
Malcolm X també es van enfrontar amb els líders de drets civils sobre el tema de la no-violència, argumentant que la violència no és una opció a descartar:
"Jo crec que és un crim per a qualsevol persona seguir acceptant la brutalitat sense fer res per defensar-se".
En el seu llibre How Nonviolence Protects the State (Com la no-violència protegeix l'estat), l'anarquista Peter Gelderloos critica la no-violència com ineficaç, racista, estatista, patriarcal, amb una tàctica i una estratègia inferior a l'activisme militant, i enganyada. Gelderloos afirma que les tradicionals i ensucrades històries de l'impacte de la no-violència ignoren la participació dels militants dels moviments com el Moviment d'independència de l'Índia i el Moviment afroamericà pels drets civils i falsament mostren Gandhi i King com a activistes de més èxit en aquests respectius moviments. A més, sosté que la no-violència és generalment defensada per blancs amb privilegis que esperen que "els pobles oprimits, molts dels quals són persones de color, pateixin amb paciència una violència inconcebible, fins al moment en què el 'Gran Pare Blanc' sigui influït per les demandes del moviment o dels pacifistes quan aquests aconsegueixin la 'massa crítica' llegendària" (N. del T. = el suficient nombre de persones).
L'eficàcia de la no-violència també va ser qüestionada per alguns manifestants anti-capitalistes advocant per una "diversitat de tàctiques" durant les manifestacions al carrer a tot Europa i els EUA després de les protestes contra l'Organització Mundial del Comerç dutes a terme a Seattle i a Washington el 1999.